# WOMAD (ウェブサイト)
WOMAD（ウォーマッド、朝鮮語: 워마드）とは韓国のラディカル・フェミニズムオンラインコミュニティ。  このサイトは、2015年8月6日に設立された男性嫌悪する韓国女性ラディカル・フェミニストのオンラインコミュニティであるメガリアが、2015年11月から男性同性愛者とトランス女性中傷表現は削除する方針としたことに反発したユーザーによって、2016年1月22日に設立された。多くのメガリアの利用者が移ったが、「韓男幼虫」駆除として自身の中絶した男児遺体投稿や男児遺体損壊、埋葬から掘り返した父親の遺体の写真投稿、聖堂放火予告など男性嫌悪で批判されてきたメガリアをも超える犯罪行為・非倫理的な男性嫌悪投稿が糾弾されている。WOMAD利用者は韓国における従来の右派・左派のどちらにも立たず、「女性」であるかという価値を優先視している。従来の韓国女性団体・サイトとは異なり、「男」なら左派陣営であろうとも、誰彼構わず非難・卑下・戯画化・嘲弄するコミュニティサイトである。

## 概要
メガリアからの分離・先鋭化
2015年に開設された極端な男性嫌悪ウェブサイトのメガリアを母体として派生したサイトであるが、そのメガリア利用者の中でもWOMADは更に激しい女性優越主義の信奉者たちが利用者である。WOMADは「女性嫌悪が蔓延した世の中なので男性を嫌悪する」という「極端フェミニズム」「男性嫌悪」「女性優越主義」を標榜したサイトである。メガリアでも、あらゆる男性嫌悪表現の投稿が許されていたが、2015年11月にメガリア運営はそれらの中で、ゲイとトランスジェンダー（MtoF）の人々に対してのみ中傷を差別として反対し、明示的な中傷表現の使用を禁止した。この運営の新方針に反発して離脱したメガリア利用者によって、2016年1月22日にネットポータルサイトのDAUMにWOMADから開設された。WOMADが設立された際にはメガリア運営に反発した大多数のメガリア利用者が移行した 。開設初期時点で約4500人が利用者となり、その後も増加傾向にある。運営スタッフを含む母体となったメガリア側に立った者は、WOMAD移行者を運営への反発騒動を起こした異端としたが、残った会員数はWOMADの会員数を遥かに下回る状態となった。
その後、数々の犯罪を犯したことで韓国警察の捜査を避けるため、2018年5月11日時点で国内のDAUMから海外のサーバーに移行している。
サイトの特徴とサイト名の由来
2018年5月11日時点で、2028年12月1日まで新規会員登録申請が出来ないようになっていて、それ以前に登録するにはWOMADの管理人の許可通じてのみ登録可能としている。「WOMAD」というサイト名の由来は「Woman（女性）」と「nomad（遊牧民）」という言葉を組み合わせたものである。WOMADユーザーは、「韓国の女性に対する差別」に男性版にした「ミラーリング」という女性嫌悪と感じたモノを男性嫌悪で返し、このように同じ方法で男性を侮辱することで大きな喜びを感じようとする。WOMADは、生物学的男性として生まれたのなら、ゲイやトランス女性だけでなく、雄動物の虐待までも自慢投稿・虐待肯定されるサイトであり、このような極端な男性嫌悪・女性優越主義の投稿がされるために韓国社会で批判が起こしている。異性愛の女性至上主義で排他的なサイトであるが、同性愛者の女性には融和的である。政治傾向においても、とにかくあらゆる判断が「女性」であるかが優先される女性至上主義であり、右派の朴槿恵元大統領と左派の沈相奵議員という政治的に対立する女性議員を同時に支持している。
サイトの運営方針・投票システム・シンボル
WOMADでは利用者には「道徳を捨てろ」としていて、メガリア側には存在していた道徳が残っている女性は排斥された。メガリア運営とは異なり、WOMADは運営でさえも極端な男性嫌悪者であり、韓国社会で不適切と批判されるような投稿に批判的な利用者には見かけられなくなっている。WOMADには各投稿に対する投票システムがあり、ユーザーは各投稿に賛成または反対票を投じることが出来る。「親指を立てる」ボタンはサイト内で投稿への賛成・支持を意味するが、このボタンにWOMADはナチスの用いた卍の記号を使用している 。更に、WOMADのサイトのシンボルマークは、外陰部マークの中央にに月経血と火の2つを意味する赤い点があるモノとなっている。

## 外部から批判された投稿

### 男性（雄）を標的とした殺傷示唆投稿
「女性嫌悪が蔓延した世の中なので男性を嫌悪する」ことを掲げたサイトであり、生物学的に雄として産まれた存在を嫌悪している。ストレートの男性のだけでなく、ゲイやトランス女性、雄の動物まで対象になっている。2017年2月にWOMADに、「ゲイ」の人々がいるために韓国で「女性の人権が低い」との主張がサイトではなされている。「ゲイの権利運動=反女性運動」というタイトルのスレッドが立てられ、スレッド内では「女性運動の始まりは、ゲイの虐殺運動から始まるべきです」との投稿がされた。WOMADには雄猫の首が絞められて死にかけている画像と共に、「雄であるため残酷な扱いを受けるに値する」との文章も投稿された。
2016年には、「車の不凍液を混ぜたコーヒーを男性に与えた」や「貯水池に押し込んで殺した」などのタイトルで男性を殺害したとの投稿が複数された。蔚山地方警察庁と光州地方警察庁は、2016年7月28日に警察の報告を受けた後、捜査を開始した。WOMADに対していくつかの閉鎖要請があったが、株式会社カカオは、「一部の投稿は非表示処置になるものだが、 コミュニティ（WOMAD）を強制閉鎖するには不十分な違法行為」と却下した 。その後もWOMADには、単に自身の前の席に乗っていただけの男性の首と脇腹に包丁を後ろから添えている写真と共に、「誤って韓男を刺したりもする。突くのはどうかな？」との投稿がされている。

### オーストラリア少年レイプ事件
2017年11月19日、WOMADフォーラムに、メンバーの一人が自分をオーストラリアの休養施設の従業員であることを明かした後、「オーストラリア人の少年に睡眠薬を飲ませてレイプした」との文章と写真などを投稿した 。そして、彼女は少年をレイプしている様子の写真やビデオをアップロードした 。WOMADのメンバーは、性的暴行のビデオを見るためにお金を払うなどの肯定的なコメントをし、サイト内は「現地の少年をレイプした投稿者」への支持が示された。 しかし、このWOMADにおける投稿はすぐに韓国のインターネットでニュースとして広まり、韓国大統領府の掲示板で投稿した犯人を捕まえるよう求める請願が開始された 。2017年11月20日に特定されたのは27歳の韓国人女性アレム・リー（Areum Lee、이아름、イ・アレム）であり、ノーザンテリトリー州ダーウィンのオーストラリア連邦警察（en:Australian Federal Police、AFP）に逮捕され、 児童ポルノ作成の罪で起訴された 。オーストラリア連邦警察、2018年1月中旬に予定されている法廷審問まで彼女は拘留され続けると発表した。更には被害者の両親へのインタビューによると、彼女の身分証明書（アイデンティフィケーション）とクレデンシャルは偽造された偽物であり、移民法と労働法に違反している不法入国でもあったと報道された 。しかし、WOMADの利用者らは積極的に彼女を擁護し、無実であると主張し、彼女の弁護士の任命のためにオンライン募金活動を実施した。 さらに、彼女らはオーストラリア連邦警察に「アレム・リーを釈放する」ように請願書を送り、犠牲者である少年の両親に抗議までした。多くの人がこの事件と彼女らの行動にショックを受けた。
拘留中の2018年4月にパスポート期限が切れると、ノーザンテリトリー警察は新しいパスポートを申請しないことを条件にリーを釈放したが、裁判中の外国人容疑者が滞在する際に必要な刑事司法滞在証明書の発行を怠った不手際のため、オーストラリア国境警備隊
は同国の移民法に基づき国外追放の処置を行なわざるを得ず、リーは韓国へと出国した。

### 男性モデル隠しカメラ盗撮事件
2018年にWOMADには、弘益大学の絵画科のヌードクロッキー時間に撮影されたと思われるこの写真は、男性ヌードモデルの顔さえもモザイクで隠さないままの状態で投稿された。隠しカメラで盗撮した男性ヌードモデルのヌード写真を投稿したWOMADの女性ユーザーはすぐに逮捕された。そのため、WOMADのユーザーは、彼女が女性という性別のためにすぐに逮捕されたと主張した。男性ヌードモデル当人はヌードモデル協会長に「この地を去りたい」と羞恥心を感じていると述べたことが報道された。その後、弘益大学ヌードモデルの盗撮写真に男性である文大統領を合成し、「下着を履いてない文大統領が目を閉じてベッドの上で横になっている写真」が投稿された。他にも「文在寅も公然猥褻罪が成立する」というタイトルでヌードの男性と合成した別の写真が投稿された。
更に、2016年9月に文在寅大統領側のミスでTwitterに日本のAV女優の投稿をツイートしてしまった際のスクリーンショットと共に批判、韓国ではAVを含めたインターネットにおけるアダルトコンテンツへのアクセスが禁止されているため、「韓国警察は今すぐ文在寅を捜査せよ」と主張した。

### 死去した父の掘り起こしと公開
2018年12月17日の午前11時8分頃にWOMADの掲示板に「69年前に死んで、埋葬されていた父の死体を再び見た」というタイトルのスレッドが立てられた。そして、スレ主は「今日は父が死んだ記念日であり、（父の死体を掘り起こして）再び（父の姿を）見てみた」「生きていた時も死んでからも相変わらず情けない姿だった」と死体写真と共に自己の父親を侮辱する投稿を行った。

### 「男児中絶認証」文化と遺体損壊
WOMADでは男児は韓男幼虫と呼ばれ、男児を妊娠した際には、中絶報告と中絶した遺体の写真を投稿する「中絶認証」が投稿されてきた。WOMADにおける男児中絶を自慢するような投稿は批判を呼んでいる。
2016年6月24日に「男児は本当に産みたくなかった。性別の判断が可能な時まで待ち続けた」、「（男児であるとの性別告知を受けて）私の中に（男が）寄生していると思うと体が震えた」という文章と共に中絶した遺体を投稿する「中絶認証」がされると、WOMAD利用者たちは「寄生虫をなくすのに苦労したね」などのスレ主を慰労するコメントを寄せた。
「韓男幼虫を中絶した」というタイトルで立てられたスレッドには、スレ主が「身に宿してしまった韓男幼虫の中絶後から、肌の調子も良いです。」という文章と共に、中絶した男児の遺体などを撮った写真が投稿された。
2018年7月13日に立てられた「中絶認証」というタイトルのスレッドで、スレ主は「臍帯と一緒に体から取り出された男の胎児」の写真、「身体のさまざまな部位がハサミで毀損された胎児」の写真をWOMADに投稿した。スレ主は「どのように処理するのか悩み。野外に（中絶した男児の遺体を）置いておけば、犬を遺棄するように処罰されてしまうのか分からないの」と処理法を尋ねる投稿をした。

## 評価
2017年10月に交通事故で亡くなった韓国人男性俳優のキム・ジュヒョクを嘲笑する多くの投稿がなされたため、韓国国内で更なる論争を引き起こした。 上記のような事件後、批評家たちはWOMADを「韓国人の間で紛争と社会の分裂を悪化させている憎むべきウェブサイト」と非難した。
中央日報はWOMADのような男性嫌悪はただ女性嫌悪を生むだけと批判し、彼女らの投稿が韓国人男性からフェミニズム全般に対する韓国人男性の嫌悪を招いたことを極端フェミニズム・男性嫌悪・女性優越主義の「WOMADが短時間にやり遂げたことだ。」 と批判している。
韓国で犯罪学の教授であるオ・ユナは、聖体を燃やすという反カトリック投稿が話題になった2018年7月に、WOMADの人々を「哀れな注意を求める人」と批判的評価を下している。